# Cal Solà (Vallcebre)
Cal Solà és una masia del municipi de Vallcebre. Està situada a una alçada de 1091,9 msnm. Forma part de l'Inventari del Patrimoni Arquitectònic de Catalunya.

## Descripció
Masia de planta baixa, dos pisos i golfes, coberta a dos vessants i amb el carener perpendicular a la façana de ponent, fruit de diferents etapes constructives, la darrera de les quals correspon al segle xviii. Té dues parts ben diferenciades per la maçoneria dels seus murs i les obertures: el cos de migdia és més pobre, mentre que l'última ampliació correspon al de tramuntana -ponent. En aquesta part es pot apreciar una doble eixida d'arcs de mig punt sustentats per pilars i una balconera de fusta. La teulada uneix ambdós cossos. Al costat de la masia hi ha la masoveria, també amb coberta a doble vessant.

## Notícies històriques
La masia de Can Solà està documentada des de l'edat mitjana; en un escrit s'esmenta, el 1495, en Bartomeu Solà de la parròquia de Sant Julià de Frèixens. La masia també surt al fogatge de l'any 1553. Els segles xvii i xviii amplià les seves propietats esdevenint una de les masies més grans del terme.